# Донецький хіміко-металургійний завод

Промисловий майданчик ХМЗ (праворуч на світлині), техногенне родовище (хвостосховище в центрі), шламонакопичувачі (у верхній частині знімку та нижче)

Донецький хіміко-металургійний завод (ДХМЗ) (Донецький ХМЗ, смт. Донське, Волноваський р-н, Донецька область) — провідне вітчизняне підприємство в рудовидобувній і рідкіснометалургійній промисловості. Перше в Україні підприємство промисловості рідкісних тугоплавких і чистих металів. Належить до підприємств-розробників критичних технологій (ключових технологій) — які мають принципове значення для підтримання національної безпеки та економічного зростання. Розташоване на правому березі р. Малий Кальчик, в 10 км на південь від районного центру Волноваха. Координати 470 30/ 53// пн.ш. та 370 32/ 12// сх.д.

## Загальний опис
Донецький хіміко-металургійний завод створений у 1958 році на базі Маріупольського цирконового рудоуправління «Маріупольбуд», у складі якого працювали: гірничий цех, цех діоксиду циркону, цех знезалізненого концентрату, збагачувальна фабрика, хімлабораторія; електропідстанція, водогін і паропровід, насосна, хвостосховище.
До кінця 1950-х років рудоуправління освоїло виробництво різних хімічних сполук цирконію, порошків та зливків металічного цирконію, очищення цирконію від гафнію, та різних видів гафнієвої продукції. Були створені передумови для широкого використання цирконію в економіці, що вимагало розширення виробництва. У 1958 році рудоуправління реорганізовано в Донецький хіміко-металургійний завод (ДХМЗ).
1958 року запрацювала нова збагачувальна фабрика продуктивністю 750 т/добу, яка експлуатувалася до закриття гірничого цеху 01.04.1967 року. Донецький хіміко-металургійний завод перейшов до переробки привізної сировини — цирконового концентрату Верхньо-Дніпровського гірничо-металургійного комбінату (ВДГМК).
На заводі постійно велося будівництво нових цехів, освоєння нових технологій і нових видів рідкіснометалічної продукції.
Вироблялись також порошки та зливки ніобію і танталу з привізної сировини (гідрооксиду ніобію та лопаритового концентрату Ловозерського комбінату, Росія). Багато з освоєних виробництв були єдиними в СРСР.
У 1964 році на заводі освоєні позапічні алюмотермічні способи виробництва лігатур на основі ніобію, ванадію, молібдену, вольфраму, цирконію та хрому. Лігатури на основі рідкісних металів вироблялись до 1997 року та використовувались у виробництві титанових сплавів на російському підприємстві АВІСМА.
У зв'язку з перепрофілюванням заводу на виробництво лігатур та напівпровідників, частина виробництв, пов'язаних з переробкою цирконового концентрату, була передана на ВДГМК. Інші виробничі потужності були ліквідовані або законсервовані.
До початку 1990-х років завод виробляв і різні види титанової продукції: надчистий титановий дріт, титанові стрижні. З 1993 року завод розпочав випуск феросплавів на основі тих же рідкісних металів — вольфраму, молібдену, ванадію, ніобію, — для задоволення потреб вітчизняної чорної металургії (зокрема, низькопроцентного феротитану).
До 1991 року ДХМЗ був також єдиним в СРСР виробником порошків цирконію, які використовувались в оборонному комплексі (компонент твердого ракетного палива та напалму). Вироблялись на заводі також зливки ніобію для використання у виробництві цирконій-ніобієвого сплаву для ТВЕЛів атомних електростанцій.
У 1980 році на Донецькому ХМЗ освоїли виробництво полікристалічного кремнію напівпровідникової чистоти. Для цього виробництва створена потужна енергетична інфраструктура: дві електричні підстанції по 80 МВт, водогрійна котельня, парова котельня, воднева та азотна (киснева) станції, потужне відділення ректифікації (очищення) хлоридів кремнію, система оборотного водозабезпечення, насосні технічної та питної води, два водосховища, два шламонакопичувачі, склад хлоридів, компресорна, газорозподільна станція.
До 1992 року ДХМЗ виробляв 65 % полікристалічного кремнію напівпровідникової чистоти у пострадянському просторі.
З 1997 року виробництво полікристалічного кремнію на Донецькому ХМЗ законсервовано у зв'язку з конкурентоспроможністю.
Донецький ХМЗ в 1999 році постановою КМУ ліквідовано, а його майно передано в безоплатне користування Маріупольському металургійному комбінату ім. Ілліча.
Протягом наступних 16 років загублено низку унікальних виробництв. Насамперед мова йде про виробництво напівпровідникового полікристалічного кремнію для електроніки та сонячної енергетики (65 % колишнього союзного виробництва), виробництво титанових лігатур для титанових сплавів (100 % союзного виробництва), надчистого титанового дроту (100 % союзного виробництва), єдине в пострадянському просторі виробництво порошків цирконію для виготовлення твердого ракетного палива та інших військових цілей, єдині в Україні виробництва зливків ніобію, гафнію, феросплавів на основі рідкісних металів.
За ці роки майно колишнього заводу значною мірою стало непридатним до використання за призначенням через відсутність ремонту будівель і споруд; технологічне обладнання фізично та морально застаріло.
У 2015 році майно колишнього ДХМЗ повернулося до фонду Держмайна України, та передано на баланс Харківського науково-дослідного і проєктного інституту «НІОХІМ».
На заводі залишаються об'єкти інфраструктури — залізнична колія до станції Волноваха, складські споруди, механічний цех та електроцех, цех залізобетонних виробів, шламонакопичувачі та хвостосховище для майбутньої збагачувальної фабрики, які можуть знайти застосування в разі відновлення розробки Мазурівського рідкіснометалічного родовища, та виробництва рідкіснометалічної продукції. Забезпечення фабрики технічною водою здійснюється водогоном з Південно-Донбаського каналу та місцевого водосховища. Землевідвід заводу — 224,0 га. Поруч із заводом знаходиться селище міського типу Донське на 6000 мешканців. Завод та селище мають також автомобільне сполучення з м. Донецьк (60 км) та м. Маріуполь (40 км). В минулому на заводі працювало понад 2000 людей, з них до 400 чоловік — інженерно-технічні працівники.

## Історія
Наказом по Головному управлінню промисловості рідкісних металів Наркомату важкої промисловості СРСР від 22.10.1938 року № 309 створено дирекцію «Маріупольбуд» для промислового будівництва і монтажу 10-ти тонної збагачувальної фабрики, на якій вперше у світовій практиці мали відпрацювати технологію збагачення корінних цирконових руд.
У вересні 1939 року фабрика введена в експлуатацію. Розпочалося проектування та підготовка до будівництва гірничо-збагачувального комбінату потужністю 1 000 т цирконової руди на добу у складі кар'єру, збагачувальної фабрики, цеху знезалізнювання цирконового концентрату, допоміжних об'єктів і споруд (гребля для отримання водоймища з площею дзеркала води до 100 гектарів, високовольтна лінія електромережі довжиною в 30 км, та інш.). Передбачалося також здійснити будівництво селища для робітників з усіма культурно-побутовими та комунальними закладами, та автодорогами.
Комплексний технічний проект комбінату виконував проектний інститут «Гипроредмет» (м. Москва). До 1 січня 1941 року проект був готовий.
З 1939 р. підприємство здійснювало розробку Маріупольського цирконового родовища (Мазурівська балка) та виробництво цирконового концентрату старательським методом; з вересня 1939 — на збудованій збагачувальній фабриці. Метод збагачення — гравітаційна відсадка і концентрація на столах, з наступною електромагнітною доводкою чорнового концентрату. Освоєння виробництва цирконового концентрату дало можливість розгорнути широкі дослідження властивостей нового для країни рідкісного металу, та вивчення областей його застосування.
Одночасно велося будівництво допоміжних об'єктів комбінату на правому схилі балки Мазурова.
Під час Другої світової війни збагачувальна фабрика та господарчі будівлі підприємства зруйновані відступаючою Червоною Армією.
Відновлення і будівництво нового підприємства у складі кар'єра, збагачувальної фабрики, виробництва знезалізненого («білого») цирконового концентрату та діоксиду цирконію здійснювалося з жовтня 1943 р. під керівництвом А. М. Роговського. В січні 1945 р. директором підприємства призначили М. В. Маркова. Будівництво велося за проектом інституту «Гипроредмет».
У 1946 році введено в дію гірничий цех та розпочата розробка Маріупольського цирконового родовищі на Мазуровій балці. До кінця року завершено будівництво збагачувальної фабрики та цеху знезалізненого цирконію і цеху діоксиду цирконію.
У 1947 році підприємство освоїло виробництво знезалізненого цирконового концентрату в промислових масштабах, та виробило перші кілограми діоксиду цирконію.
16.10.1947 р. урядова комісія прийняла підприємство — Маріупольське цирконове рудоуправління (з 1948 — Жданівське ЦРУ), — в експлуатацію, що стало датою народження цирконієвої промисловості СРСР.
До 1953 року виробляло лише цирконієву продукцію. У 1952 році підприємство розпочало підготовку до виробництва ніобієвої продукції з пірохлорового концентрату Ловозерського родовища (Росія). Перші партії флуорніобату калію і порошку ніобію металевого отримали у 1953 році на створених дослідних установках.
У 1950-х роках на підприємстві освоєні різні методи розділення цирконію і гафнію, та ніобію і танталу (багатора¬зової фракційної перекристалізації (1953), метод хроматографії (адсорбційний, 1953), йонного обміну (1958), куперфероновий метод 1958, екстракції (1959), що дало змогу організувати наприкінці 1950-х- початку 1960-х років промислове виробництво гафнієвої і танталової продукції. Для Міністерства суднобудування та середнього машинобудування створена установка для отримання танталу.
Період 1955—1965 рр. характеризується значним зростанням на заводі виробництва технічного діоксиду цирконію за рахунок розширення виробничих потужностей, вдосконалення технології та технологічного обладнання.
В 1956 році збудовані цехи № 1 і № 5 для випуску порошків цирконію і ніобію, а з 1961 року — і гафнію та танталу; в 1957 році — розпочато будівництво цеху № 7 для виробництва зливків ніобію і діоксиду цирконію.
В 1958 році в експлуатацію здали нову збагачувальну фабрику і цех № 4 для виробництва флуорцирконату калію.
У 1960 році у виробництво впроваджена нова технологія виробництва знезалізненого концентрату методом сульфатизуючого випалу цирконового концентрату.
З 1963 року на заводі за участі науковців Державного інституту рідкісних металів (ГИРЕДМЕТ) та Всесоюзного інституту легких сплавів (ВИЛС) освоєно виробництво лігатур для титанових сплавів на основі цирконію, ванадію, молібдену, вольфраму, хрому позапічним алюмотермічним відновленням оксидів цих металів. Значний вклад у вдосконалення цієї технології внесли спеціалісти заводу Ходос І. Ф., Помазанов М. І., Ревко В. Ф. До середини 1990-х років ДХМЗ залишався основним в колишньому СРСР виробником таких лігатур.
В першій половині 1960-х років на підприємстві вперше в країні освоєна в промислових масштабах технологія йодидного рафінування цирконію, гафнію та титану.
В 1964 р. на заводі впроваджена технологія виробництва особливо чистого діоксиду цирконію (з мінімальним вмістом гафнію), як сировини для отримання пластичного цирконію для атомної енергетики.
Широкі дослідження в галузі хімії цирконію і гафнію, які проводилися в Інституті загальної неорганічної хімії Академії наук України (Шека Й. А. із співробітниками) та Одеської лабораторії цього інституту (Вінаров І. В. із співробітниками) допомогли заводу забезпечити необхідну якість порошків цирконію і гафнію.
В середині 1960-х років завод вперше в країні впровадив промислову технологію виробництва компактних тугоплавких металів (ніобію, гафнію, ванадію) методом електронно-променевого переплаву, розроблену науковцями Інституту електрозварювання ім. Патона АН України. Робота удостоєна Державної премії України; серед лауреатів — колишній директор заводу Шепель В. Д.
Освоєння в середині 1960-х виробництва цирконієвих дубителів для шкіряної промисловості (подвійні сульфати цирконію з натрієм або амонієм) дозволило вітчизняним шкірзаводам відмовитися від використання шкідливих для здоров'я хромових солей. В 1966 році на заводі створили промислову установку для отримання сульфатоцирконату натрію.
У співдружності із Інститутом проблем литва АН України, Всесоюзним інститутом скла, Гиредмет, МИСИС та підприємствами вогнетривкої, скляної і машинобудівної промисловості заводом створена технологія виробництва вогнетривких цирконійвмісних матеріалів.
За комплекс робіт з розвитку цирконієвої промисловості, освоєння випуску нових видів хімічних сполук цирконію групі співробітників інститутів і підприємств була присуджена Державна премія СРСР; серед них — працівнику заводу Михневич В. І.
В 1967 році завод зупинив розробку Маріупольського цирконового родовища та здійснив переведення виробництва цирконієвої і гафнієвої продукції на цирконовий концентрат Вільногірського ГМК.
У 1975 році на заводі розпочалося будівництво комплексу з виробництва полікристалічного напівпровідникового кремнію для електроніки та сонячної енергетики. Першу чергу виробництва (120 т/рік) ввели в експлуатацію у 1980 році; у 1983 — другу чергу (240 т/рік), 1988 — третю чергу 400 т/рік. Завод став найбільшим в колишньому СРСР (65 % обсягів виробництва) та Східній Європі виробником полікристалічного кремнію напівпровідникової чистоти. Частка полікремнію у товарній продукції підприємства становила на той час понад 60 %.

## Технологія і окремі продукти
У повоєнний період, у 1946 році, в Україні, вперше на теренах колишнього СРСР в рамках Маріупольського цирконового рудоуправління, створено виробництво найважливішої хімічної сполуки цирконію — діоксиду цирконію (технічної чистоти та чистий), — яке здійснювалося на Донецькому хіміко-металургійному заводі у промисловому масштабі до 1980 року. З 1953 року вироблявся також діоксид, очищений від гафнію, а з 1957 року — особливо чистий. Освоєння виробництва діоксиду цирконію різного ступеня чистоти дало поштовх для розвитку багатьох галузей вітчизняної промисловості — хімічної, металургійної, радіотехнічної та електронної, аерокосмічної, керамічної та скляної.
Виробництво діоксиду цирконію, стабілізованого оксидами магнію та кальцію, освоєно на заводі у 1973 році.
Підприємство включало декілька основних виробництв, які забезпечували випуск десятків видів рідкіснометалічної продукції (в дужках — початок виробництва).
- 1. Цирконієве: цирконовий концентрат (1939), знезалізнений циркон (1946), гідроксид цирконію (1947), діоксид цирконію різної хімічної чистоти (1946—1948), порошок цирконію натрійтермічний (1948), гексафлуорцирконат калію (1949), хлороксид цирконію (1950), основний сульфат цирконію (1950), порошок цирконію кальційтермічний (1951), тетрахлорид цирконію (1951), цирконієва губка (1958), стрижні йодидного цирконію (1958), зливки цирконію вакуум-дугової плавки (1959), зливки цирконію електронно-променевої плавки (1962), зливки сплаву цирконію та гафнію (1962), сульфатоцирконату натрію (1966), основний карбонат цирконію (1973), діоксид цирконію, стабілізований оксидами кальцію, ітрію (1973), та оксидами скандію (1978), сульфатоцирконат амонію (1975).
- 2. Гафнієве: гафнієвий концентрат 5%-й (1953), гафнієвий концентрат 60%-й (1960), діоксид гафнію (1960), порошок гафнію (1961), стрижні йодидного гафнію (1964), хлороксид гафнію (1970), гідроксид гафнію (1971).
- 3. Ніобієве: порошок металевого ніобію (1953), флуорніобат калію (1954), оксифлуорніобат (1960), зливки ніобію (1963), ванадій-ніобій-алюмінієва лігатура (1964), ніобієві трубні заготовки (1966), п'ятиоксид ніобію (1970), лігатура ніобій-алюміній (1975), фероніобій (1976).
- 4. Танталове: флуортанталат калію (1961), порошок танталу (1963), тантал йодидний в стрижнях (1966), подвійна флуориста сіль танталу (1975).
- 5. Титанове: йодидний титан в стрижнях (1966), виробництво титан-молібденового дроту (1967).
- 6. Ванадієве: ванадій в зливках (1971).
- 7. Виробництво лігатур для титанових сплавів: лігатура ванадій-алюміній (1963), цирконій-алюміній (1966), алюміній-цирконій-молібден (АЦМ), алюміній-цирконій-ванадій (АЦВ), алюміній-цирконій (1969), алюміній-хром-молібден, алюміній молібден-титан (1968—1969 рр.), виробництво лігатури алюміній-молібден-ванадій-титан (1970 р.), алюміній-цирконій-молібден-кремній (АЦМК), алюміній-цирконій-молібден-кремній-вольфрам (АЦМКФ), алюміній-цирконій-ванадій-молібден-вольфрам (АЦВМФ) (1971), алюміній-молібден (1975), вольфрам-алюміній 1976 алюміній-ванадій-титан (1979).
- 8. Напівпровідникове (полікристалічний та монокристалічний кремній напівпровідникової чистоти).

Промислове виробництво цирконієвої, гафнієвої та ніобієвої продукції здійснювалося вперше в СРСР і Україні.

## Директори
1. Дорофеєв А. П. (1939)
2. Миронов С. Г. (1939—1941)
3. Роговський А. М. (1941—1944)
4. Марков М. В. (1945—1948)
5. Васнєв (1948—1952)
6. Корнілов (1952—1972)
7. Шепель В. Д. (1972—1992)
8. Крамаренко С. О. (1992—1995)
9. Сіренко С. І. (1995—1999)